# Großblütiges Fettkraut
Das Großblütige Fettkraut (Pinguicula grandiflora) ist eine fleischfressende Pflanze aus der Gattung der Fettkräuter (Pinguicula), in der Sektion Pinguicula. Sie wurde 1789 von Jean-Baptiste de Lamarck erstbeschrieben.

## Beschreibung
Zum Winter hin bildet die Pflanze eine Winterrosette und zum Frühjahr wieder eine (größere) Sommerrosette aus. Fleischige, hellgrüne, breit-eiförmige Blätter bilden dabei eine flach am Boden liegende Rosette mit bis zu 8 cm Durchmesser. Auf der Blattoberfläche sitzen gestielte Drüsen die einen Fangschleim absondern, dadurch wirkt die Blattoberfläche klebrig (fettig). Ist die Beute (z. B. Trauermücken, Ameisen oder Pollen) der Pflanze auf den Leim gegangen, wird sie anschließend durch enzymabsondernde, auf der Blattoberfläche sitzende Drüsen verdaut.
Ab Mai bis August blüht das Großblütige Fettkraut an einem bis zu 15 cm hohen, ebenfalls mit Fang- und Verdauungsdrüsen besetzten, aus der Mitte der Rosette wachsenden Blütenstängel rosa-violett bis purpurn, bei einem Einzelvorkommen in Irland reinweiß, in einzelner, zygomorpher, gespornter Blüte mit einem Durchmesser bis zu 4,5 cm. Die sich ausbildenden hellgrünen oder roten Fruchtkapseln tragen reichlich feine, schwarze Samen.
Die Chromosomenzahl beträgt 2n = 32.

## Verbreitung
Das Großblütige Fettkraut ist in Westeuropa (Irland, Spanien, Frankreich und Schweiz) beheimatet, strahlt aber bis Marokko aus. Es bevorzugt moosige, feuchte, halbschattige Standorte und ist kalkliebend. Bei zu wenig Wasser stellt es die Blattproduktion bis auf weiteres ein, das heißt, es beginnt eine Art Winterruhe.

## Systematik
Die Art ist häufig weiter in Unterarten, Varietäten und Formen untergliedert worden. Akzeptiert sind jedoch nur:
- Pinguicula grandiflora subsp. grandiflora: Sie kommt in Spanien, Andorra, Frankreich, in der Schweiz und in Irland vor.[2]
- Pinguicula grandiflora subsp. rosea (Mutel) Casper, endemisch um Grenoble, kleinere Blüte und Sporn, erheblich blassere Blüte.